# Odynerus saharensis
Odynerus saharensis är en stekelart som beskrevs av Giordani Soika. Odynerus saharensis ingår i släktet lergetingar, och familjen Eumenidae. Inga underarter finns listade i Catalogue of Life.